# Iconofrontina minthoidea
Iconofrontina minthoidea är en tvåvingeart som beskrevs av Townsend 1931. Iconofrontina minthoidea ingår i släktet Iconofrontina och familjen parasitflugor. Inga underarter finns listade i Catalogue of Life.